# Bellefontaine (Vosges)
Pour les articles homonymes, voir Bellefontaine.
Bellefontaine est une commune française située dans le département des Vosges, en région Grand Est.
Ses habitants sont appelés les Bellifontains.

### Localisation

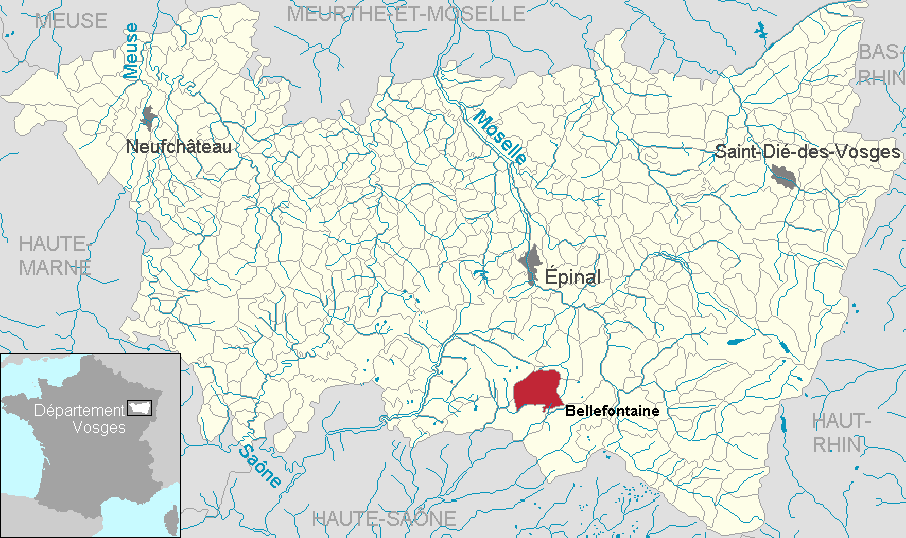
Localisation dans le département.

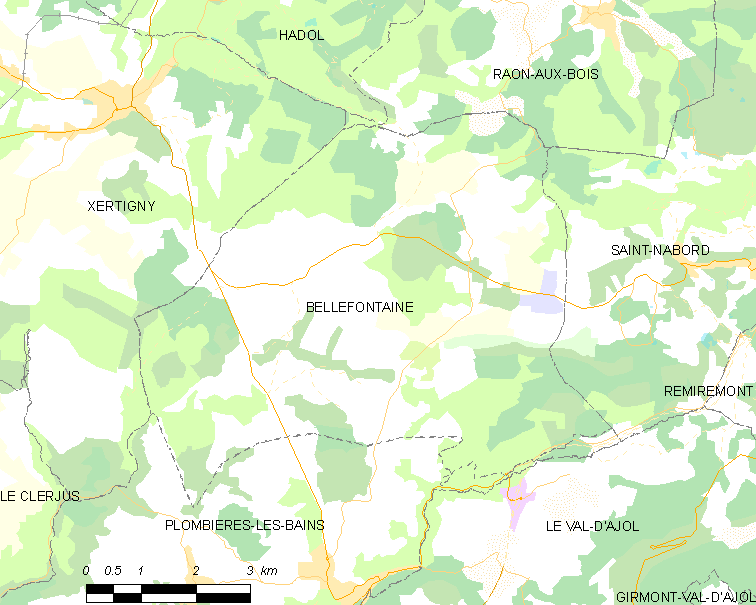
Situation géographique de Bellefontaine.

## Géographie

### Géologie et relief
Bellefontaine est une commune essentiellement agricole du pays de la Vôge. Son territoire forme un large plateau d'une altitude moyenne d'environ 550 mètres.
Une partie non négligeable de son territoire est boisée (plus de 1 600 ha, soit environ 50 % de son territoire). La forêt domaniale de Humont (500 ha environ) est la plus grande forêt du territoire de Bellefontaine. Il y a aussi, et non des moindres, la forêt domaniale de Thiébémont-les Drailles et les forêts communales du Rechentreux, de la Halleuche, de la Meilleure et de la Trotelée.
La commune dispose d'un habitat dispersé et compte une quarantaine de hameaux : le Ménil (anciennement Mesnil : qui veut dire habitation rurale, petite ferme) en est le plus ancien.
Avec ses 39,11 km2, Bellefontaine se classe à la 11e place de la commune la plus étendue du département des Vosges (assez loin de la plus étendue : Le Val-d'Ajol et ses 73,33 km2) et à la 26e place au niveau lorrain.
Bellefontaine et le hameau du Pont de Pierre figurent sur une carte de la Lorraine du XVIIe siècle (1681).

### Hameaux
Liste indicative de 39 hameaux : Au Caleuchot, La Belle-Croix, Clairesse, Gérardfaing, Haussonville, Jaillerey, l'Étang des Prêtres, la Gabiotte, la Gand-Croix, la Michotte, la Pierrache, la Trotelée, la Vierge des Voyageurs, le Banbois, le Blanc Murger, le Calvaire, le Gras Chien, le Haut de Bellefontaine, le Marbre, le Ménil, le Paquis des Six Frères, le Pont de Pierre, le Pont Jeanson, le Pont Poirot, le Potet, le Rupt Guéné, le Void de Cône, le Xati, les Boules, les Duchênes, les Huguels, les Maisons de Raon, les Marie-Jeanne, les Retondaines, les Trayes (petite partie), les Viaux, l'Étang de la Maix, Mailleronfaing, Rougerupt, les Abatteux.

### Sismicité
La commune est en zone sismique modérée,.

### Hydrographie et les eaux souterraines
Hydrogéologie et climatologie : Système d’information pour la gestion des eaux souterraines du bassin Rhin-Meuse :
Territoire communal : Occupation du sol (Corinne Land Cover); Cours d'eau (BD Carthage),
Géologie : Carte géologique; Coupes géologiques et techniques,
 Hydrogéologie : Masses d'eau souterraine; BD Lisa; Cartes piézométriques.

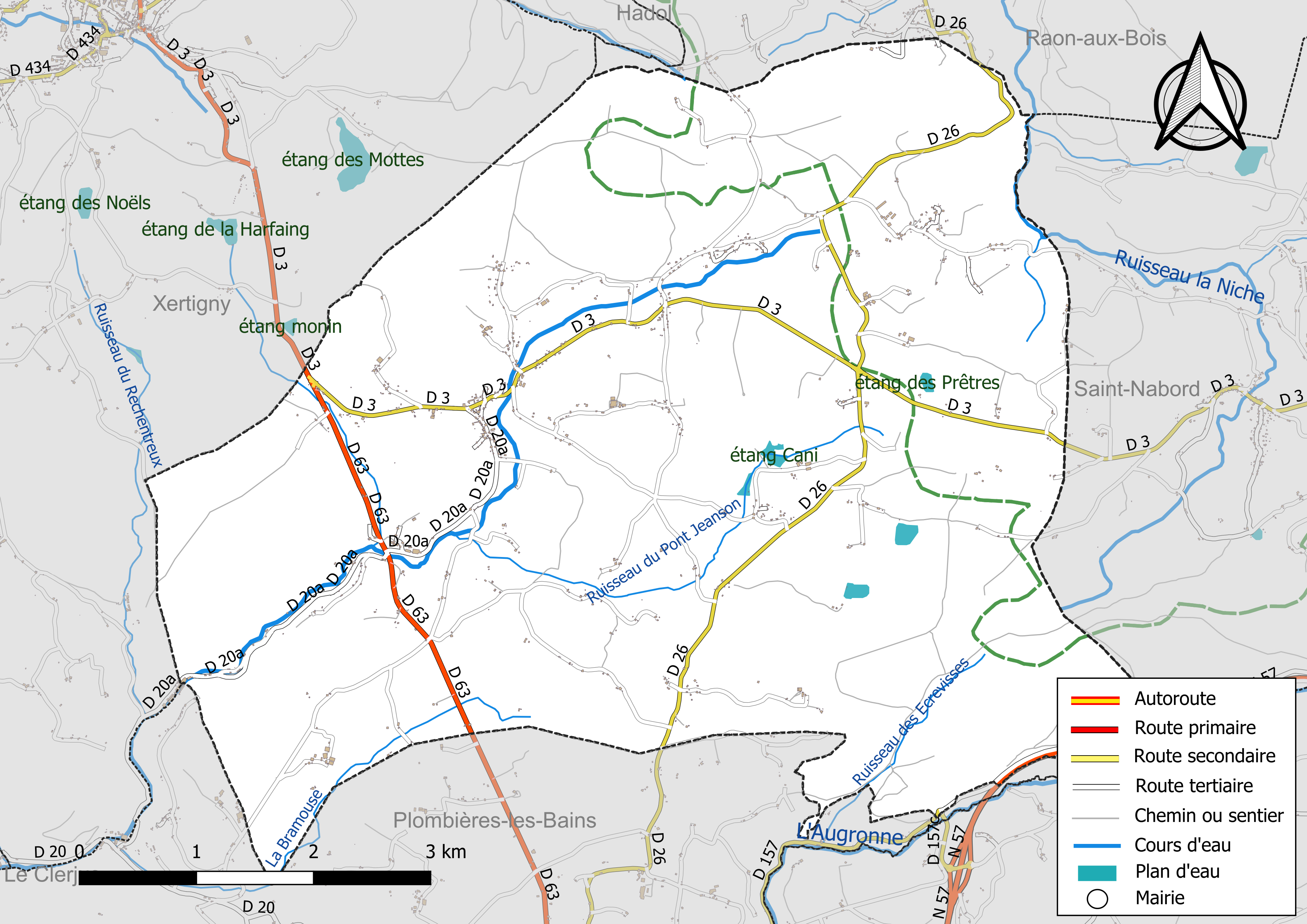
Réseaux hydrographique et routier de Bellefontaine.

La commune est située pour partie dans le bassin versant du Rhin au sein du bassin Rhin-Meuse et pour partie dans le bassin versant de la Saône au sein du bassin Rhône-Méditerranée-Corse. 
Elle est drainée par : 
la Semouse,
le ruisseau de Cône,
le ruisseau la Niche,
la Bramouse,
le ruisseau de l'Étang de la Plaine,
le ruisseau de l'Étang des Prêtres,
le ruisseau de Rupt Guene,
le ruisseau des Écrevisses
et le ruisseau du Pont Jeanson,.

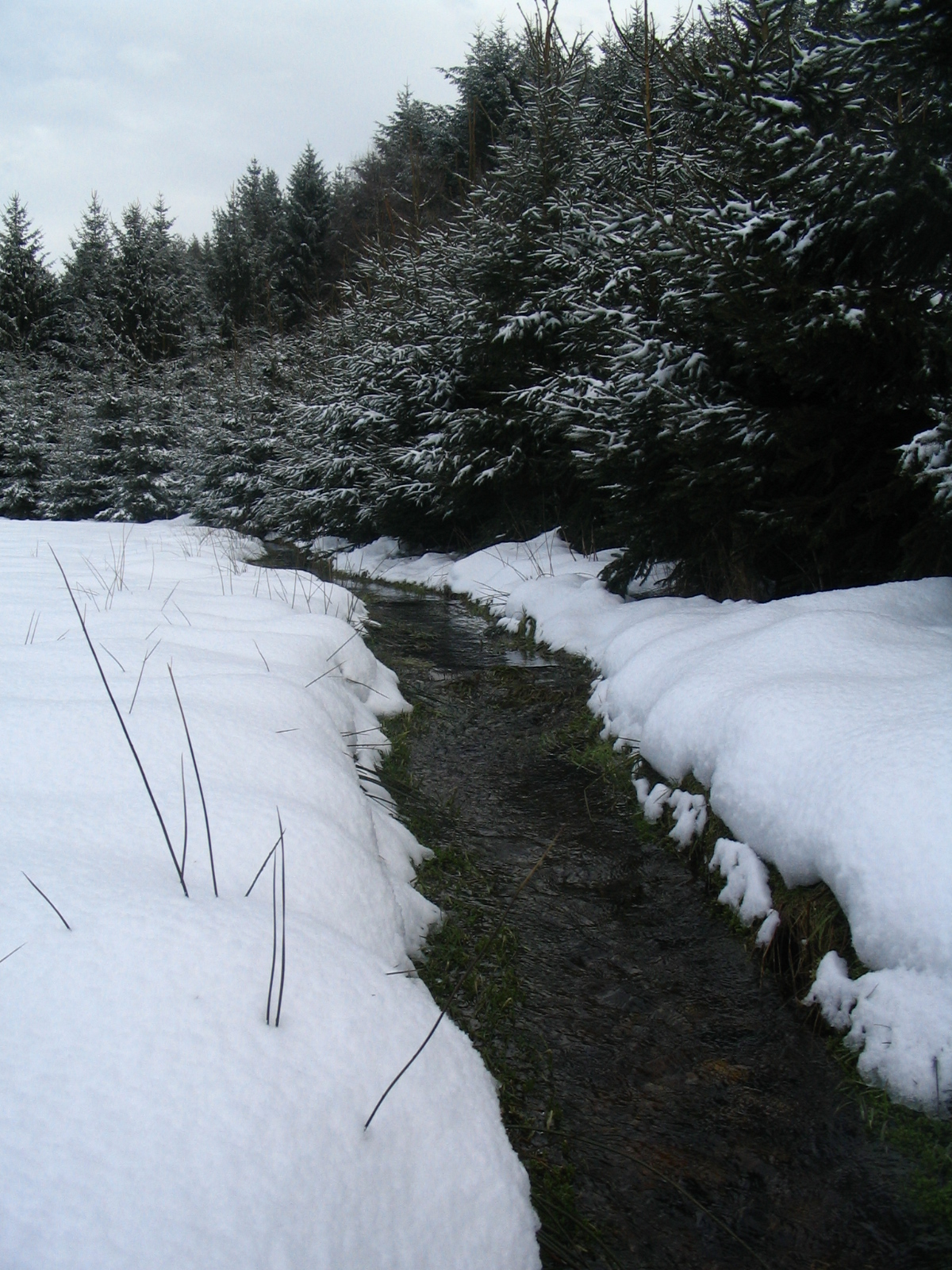
La Semouse à Bellefontaine en aval de Gérardfaing.

La Semouse, d'une longueur totale de 41 km, prend sa source dans la commune, s'oriente au sud et se jette  dans la Lanterne à Conflans-sur-Lanterne, après avoir traversé 15 communes.
Le ruisseau de Cône, d'une longueur totale de 12,4 km, prend sa source dans la commune  et se jette  dans le Côney à Xertigny, après avoir traversé cinq communes.
La Niche, d'une longueur totale de 18,6 km, prend sa source dans la commune de Saint-Nabord et se jette  dans la Moselle à Arches, après avoir traversé cinq communes.
Le territoire communal compte aussi de nombreux étangs (une trentaine environ), certains accessibles au public : l'étang des Prêtres ou l'étang Cani.

### Climat
Pour des articles plus généraux, voir Climat du Grand Est et Climat des Vosges.
En 2010, le climat de la commune est de type climat de montagne, selon une étude du Centre national de la recherche scientifique s'appuyant sur une série de données couvrant la période 1971-2000. En 2020, Météo-France publie une typologie des climats de la France métropolitaine dans laquelle la commune est exposée à un climat semi-continental et est dans la région climatique  Lorraine, plateau de Langres, Morvan, caractérisée par un hiver rude (1,5 °C), des vents modérés et des brouillards fréquents en automne et hiver. 
Pour la période 1971-2000, la température annuelle moyenne est de 8,7 °C, avec une amplitude thermique annuelle de 16,9 °C. Le cumul annuel moyen de précipitations est de 1 302 mm, avec 13,2 jours de précipitations en janvier et 10,5 jours en juillet. Pour la période 1991-2020, la température moyenne annuelle observée sur la station météorologique de Météo-France la plus proche, « Val-d'Ajol », sur la commune du Val-d'Ajol à 10 km à vol d'oiseau, est de 10,5 °C et le cumul annuel moyen de précipitations est de 1 575,5 mm. 
La température maximale relevée sur cette station est de 40 °C, atteinte le 25 juillet 2019 ; la température minimale est de −18,5 °C, atteinte le 20 décembre 2009,,. 
Les paramètres climatiques de la commune ont été estimés pour le milieu du siècle (2041-2070) selon différents scénarios d'émission de gaz à effet de serre à partir des nouvelles projections climatiques de référence DRIAS-2020. Ils sont consultables sur un site dédié publié par Météo-France en novembre 2022.

### Voies de communication et transports

#### Voies routières
La commune est traversée par la route départementale no 3, dont l'état est moyen. Le réseau routier communal est quant à lui d'état correct mais ne comporte aucun aménagement pour les cyclistes ou pour les promeneurs (hormis quelques trottoirs dans le village).
En revanche la commune est le point de départ de nombreux circuits pour VTT.
Le sentier de grande randonnée : GR 7, qui vient du Ballon d'Alsace traverse le territoire communal, au niveau de Mailleronfaing, du Calvaire et du Void de Cône, en direction de Darney et de la Haute-Marne (destination finale Andorre).

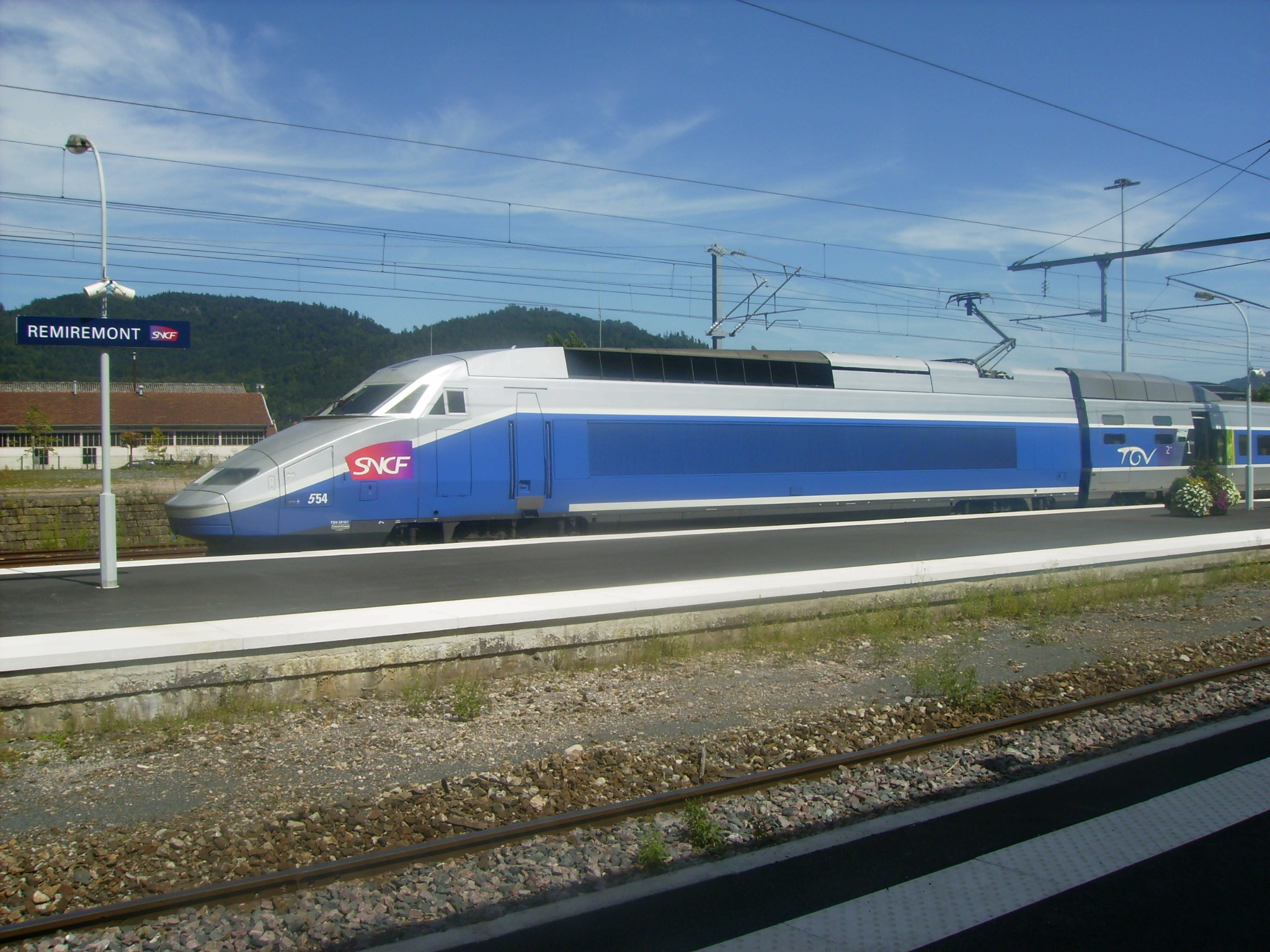
Gare de Remiremont desservie par le TGV, le LGV Est européenne et des TER Grand Est.

La commune est également traversée par la Route Thermale RD 63, qui relie Bulgnéville à Plombières-les-Bains, en passant par Contrexéville, Vittel, Darney, Bains-les-Bains ou Xertigny.
Jusqu'en 1887, une partie de cette route (avec la D 3 et la D 434 (sur le tronçon Épinal - Plombières-les-Bains, en passant par Xertigny, formaient la Route nationale 57 qui reliait Metz à Besançon, ex-route impériale 76.

#### Transports en commun
La commune n'est pas desservie par le chemin de fer, mais se situe entre les gares de Remiremont et de Xertigny.

## Urbanisme

### Typologie
Au 1er janvier 2024, Bellefontaine est catégorisée commune rurale à habitat dispersé, selon la nouvelle grille communale de densité à sept niveaux définie par l'Insee en 2022.
Elle est située hors unité urbaine. Par ailleurs la commune fait partie de l'aire d'attraction de Remiremont, dont elle est une commune de la couronne,. Cette aire, qui regroupe 12 communes, est catégorisée dans les aires de moins de 50 000 habitants,.

### Occupation des sols
L'occupation des sols de la commune, telle qu'elle ressort de la base de données européenne d’occupation biophysique des sols Corine Land Cover (CLC), est marquée par l'importance des forêts et milieux semi-naturels (50,1 % en 2018), une proportion sensiblement équivalente à celle de 1990 (49,5 %). La répartition détaillée en 2018 est la suivante :
forêts (48,5 %), prairies (27,6 %), zones agricoles hétérogènes (15,2 %), terres arables (7 %), milieux à végétation arbustive et/ou herbacée (1,7 %). L'évolution de l’occupation des sols de la commune et de ses infrastructures peut être observée sur les différentes représentations cartographiques du territoire : la carte de Cassini (XVIIIe siècle), la carte d'état-major (1820-1866) et les cartes ou photos aériennes de l'IGN pour la période actuelle (1950 à aujourd'hui).

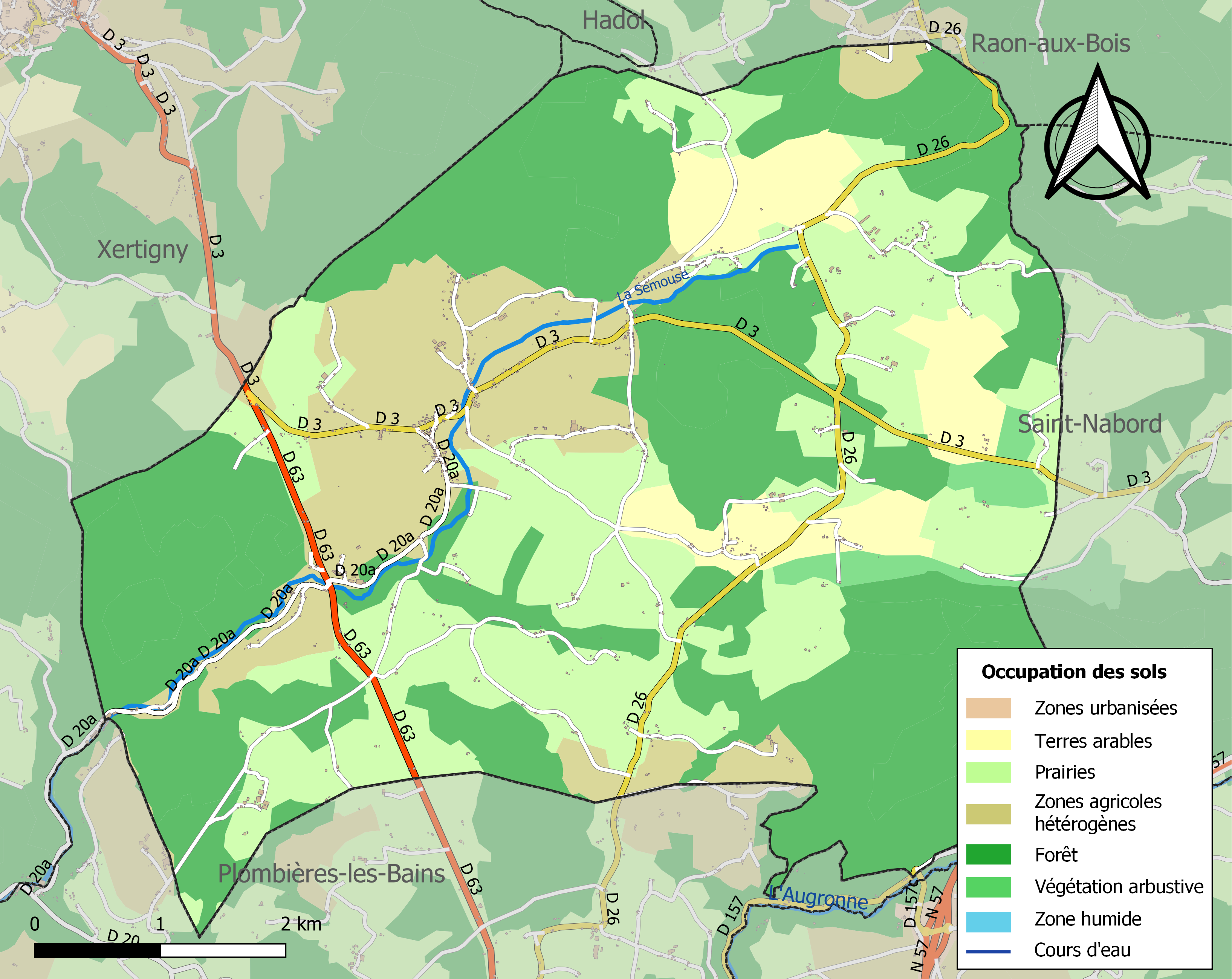
Carte des infrastructures et de l'occupation des sols de la commune en 2018 (CLC).

## Toponymie
Le nom de la localité est attesté sous les formes Belefonteinne (1279) ; On banc de Bellefontaine (1294) ; Bellefontainne (1297) ; Bellefonteinne (1309) ; Biellefontenne (1338) ; Ecclesia parrochialis de Bellofonte (1390) ; De Pulcra, Pulchra Fontana (1402) ; Bellefontenne (1545) ; Belfontaine (1711).

De l'adjectif de l'oïl belle et font « source », remplacé par fontaine.

## Histoire
L'église primitive du XIe siècle (1006) avait été construite sur l'emplacement de la fontaine Saint-Blaise, réputée miraculeuse, avant toute formation d'agglomération.
Dans la mythologie celtique, Blaise (Bleiz) est un homme-loup instructeur de l'enchanteur Merlin.
La paroisse de Bellefontaine était sous l'autorité du prieuré d'Hérival jusqu'à la fin du XVIIIe siècle, date à laquelle le prieuré fut dissous (vers 1790-1791). Dans l'histoire, de nombreux curés de Bellefontaine sont devenus prieur d'Hérival (et inversement).
Au XIVe siècle, le village a été complètement déserté par ses habitants, de par la terreur que faisaient régner les seigneurs d'Arches dans le secteur. Le lieu serait resté désert pendant une centaine d'années.
À la fin du XIVe siècle, l’hôpital de Plombières, fondé par Ancel, sire de Darnieulles, fut doté, avec le consentement du chapitre de Remiremont, de la cure de Bellefontaine. Le fondateur demanda que la direction de cet établissement fût confiée à un religieux d’Hérival. C’était chose faite le 16 mars 1400 et cette situation se maintint jusqu’à la venue du duc Stanislas qui réorganisa administrativement l’hôpital.
Aux XVe et XVIe siècles, de nouveaux habitants commencent à repeupler le pays, venant principalement du village voisin de Raon-aux-Bois. Ils s'installèrent au Ban du Ménil et formèrent ainsi le lieudit les Maisons de Raon.
À partir de cette époque, le village ne cessa de s'agrandir.
La commune a compté 2 650 habitants en 1836.
Le 1er janvier 1973, la commune est rattachée à Plombières-les-Bains, dans le cadre d'un syndicat intercommunal qui regroupe aussi les communes de Ruaux et les Granges-de-Plombières, mais le  1er janvier 1978, Bellefontaine se sépare du syndicat. C'était le prémisse de l'intercommunalité.
L'arrêté no 2803/2009 prononce l'adhésion de la commune de Bellefontaine à la communauté de communes de la Vôge vers les Rives de la Moselle.
La chapelle Notre-Dame-de-Bon-Secours date du XIXe siècle.

### Les moulins à grains
Au milieu du XIXe siècle, six moulins à grain étaient recensés (dont quatre étaient déjà recensés, au milieu du XVIIIe siècle, par la carte de Cassini).
Les uns alimentés par la Semouse :
- moulin des Maisons de Raon (Moulin Gégout : ancienne féculerie - visible sur la carte de Cassini) ;
- moulin de Jaillerey (aujourd’hui en ruine, visible sur la carte de Cassini) ;
- moulin du Pont Poirot (ou moulin Durand : encore en activité dans les années 1980, visible sur la carte de Cassini).

Les autres par un affluent de la Semouse (ruisseau des Boules et du Pont Jeanson) :
- moulin du Pont de Pierre (encore en activité dans les années 1970-80 ?) ;
- moulin de Belle Croix (ou moulin Arnould : encore en activité dans les années 1950. Maintenant en ruine).

Ou encore par le ruisseau de Rouge Rupt à Mailleronfaing (affluent de la Niche) :
- moulin de Mailleronfaing (ou moulin Brûlé : en ruine, visible sur la carte de Cassini), il existait déjà au XVIe siècle, si on en croit les archives du prieuré d'Hérival :

« Fondation par Jehan Poirot, juré et bourgeois de Remiremont, de deux messes en l’église Saint-Blaise de Bellefontaine ; il donne pour cela un cens annuel de neuf gros de Lorraine, assigné sur son grand quartier des prés du moulin de Mailleronfaing (1575, 30 janvier) ».
Dans l'ouvrage du baron de Férussac intitulé Bulletin des sciences géographiques, économie publique, voyages., de 1830, on apprend qu'il a été question de faire passer un canal entre la Moselle et la Saône (ancêtre du canal des Vosges ?) par l'Augronne, la Semouse et la Lanterne.

« Le canal s'embrancherait à Pont-Saint-Vincent sur le canal latéral du Madon. Il remonterait ensuite la rive gauche de la Moselle jusqu'au-dessus d'Arches, après avoir passé par Épinal. Il prendrait le vallon de "Ravon" ou Raon-aux-Bois, à l'extrémité duquel serait placé le bief de partage qui se terminerait à Void de Fény (hameau appelé aujourd'hui Gérardfaing). Il suivrait ensuite le ruisseau de Bellefontaine, descendrait dans les vallées de l'Augronne, de la Sémouse et de la Lanterne, pour arriver à la Saône (...) »

### Le Blanc Murger
En amont de la Semouse, on trouve dès 1547 un acte d'ascensement autorisant Demange Collignon à établir une forge.
Par lettres patentes le 7 décembre 1728, le duc de Lorraine, Léopold Ier, autorise à Étienne Boisbien, l'établissement d'une manufacture en fer, acier et coutellerie.
L’usine est rachetée en 1754 par Denis Vinez.
En 1806, la forge envoie des fils de fer à l'Exposition des produits de l'industrie française.

« Les fers, les fils de fer, les aciers, les fers blancs, les papiers, les dentelles des Vosges sans offrir d'éclat pour l'exposition y figureront avec intérêt. Ce sont les produits les plus précieux de l'industrie de ce département. Ils circulent dans toute la France et la consommation en est considérable. »

Un décret du roi Charles X, daté du 30 juillet 1828, autorise les frères Viney à tenir en activité les deux feux d'affinerie pour la fabrication du fer.
Une ordonnance du 2 décembre 1844 « autorise le sieur Carasson » (Charles Curasson, ancien magistrat originaire de Besançon, beau-fils de Charles Viney, maître de Forges) à ajouter deux jeux d'affinerie. Ladite usine contiendra en conséquence quatre feux d'affinerie et une tréfilerie avec ses accessoires.
Charles Curasson est récompensé en 1849 par la médaille de bronze pour l'exposition des Produits de l'Agriculture et de l'Industrie exposés en 1849 :

« La tréfilerie du Blanc Murger fabrique avec les excellents fontes de Comté les fers qu'elle élabore. Elle comprend quatre feux d'affinerie et tout le matériel correspondant nécessaire à la fabrication du fer en sus du martinet, du laminoir et des trente bobines consacrées au tréfilage du fer. Elle livre annuellement au commerce 180 000 kilog. de fers de divers échantillons et 195 000 kilog. de fils de fer de tous échantillons en partie enduits de cuivre en parue ouvrés sous forme de ressorts élastiques.
Les fils de fer à enduit cuivreux exposés par M. Curasson sont d'une excellente fabrication. Le jury se plaît à récompenser les efforts qu'il a faits pour développer son établissement et pour le maintenir en activité dans les circonstances difficiles qui se sont récemment produites en lui accordant une médaille de bronze. »

Auguste Daubié qui a fondé la Société Daubié et Compagnie, dépose de nouveaux brevets et fait entrer les Forges du Blanc Murger dans la modernité. Les nouveaux procédés d'Auguste Daubié sont commentés dans les revues spécialisées américaines, anglaises et allemandes.
Les produits des forges sont récompensés à l'exposition universelle de 1855 :

« Belle exposition de fers en barres martelé et cylindré ; fers ronds étampés ; ayant jusqu'à 0,15 m de diamètre ; acier cémenté au moyen de la flamme perdue des deux feux d'affinerie ; fils de fer pour cardes, fils de fer cuivrés »

La société Daubié sera de nouveau distinguée lors de l'exposition universelle de 1867.

« Nous mentionnerons également MM. Daubié et Vanoy, du Blanc-Murger (Vosges), qui, les premiers peut-être, ont entrepris la fabrication en grand du fil à cardes avec des fers français, et qui sont arrivés à faire accueillir favorablement leurs produits dans plusieurs de nos grands centres de filature et de tissage. La production du fil à cardes, en France, dépasse aujourd'hui un millier de tonnes, quantité amplement suffisante pour les besoins de la consommation du pays. »

En 1880, l'usine est rachetée par Victor de Pruines.
Au milieu du XVIIIe siècle, l'usine employait 60 ouvriers ; en 1785 : 34 ouvriers ; en 1802 : 30 ouvriers ; en 1845 : 50 ouvriers ; en 1887 : 60 ouvriers.
Au XVIIIe siècle et jusqu'en 1842, l'usine comprend : deux feux d'affinerie, deux martinets, deux tréfileries de vingt quatre tenailles ; deux feux d'affinerie ajoutés en 1842 et les martinets remplacés par des cylindres.
Le Blanc Murger disposait jusqu'en 1880, d'une usine annexe : la Forge de Ruaux ou Forgette (mentionnée en 1628 - cessation en 1880) : (halle de stockage de 1830, inscrite aux Monument historique depuis 1991, dont la toiture monumentale en laves de grès est, aujourd'hui, complètement écroulée) - Fabrication de roues de chariot.

Anciennes usines du Blanc-Murger.
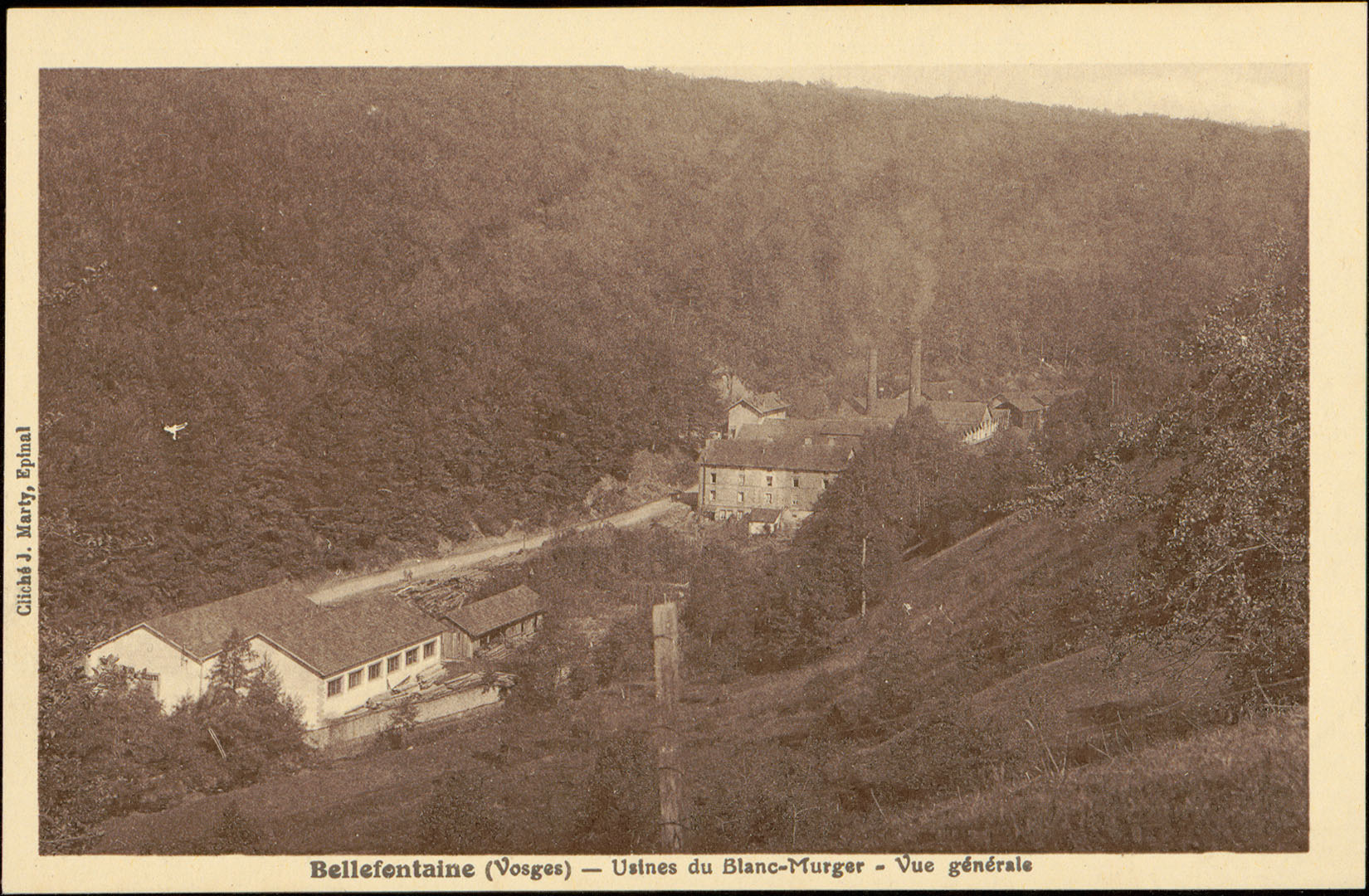
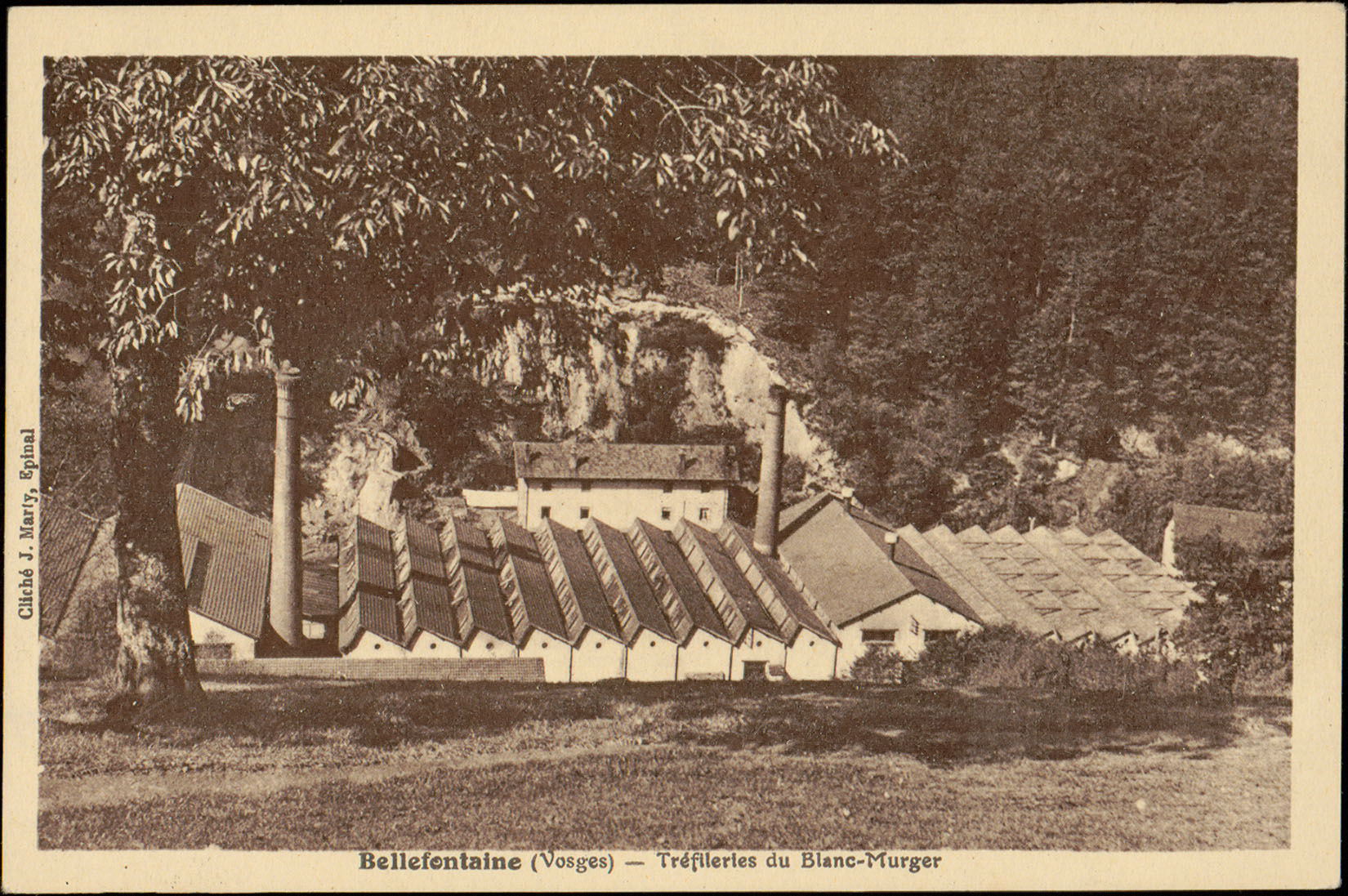
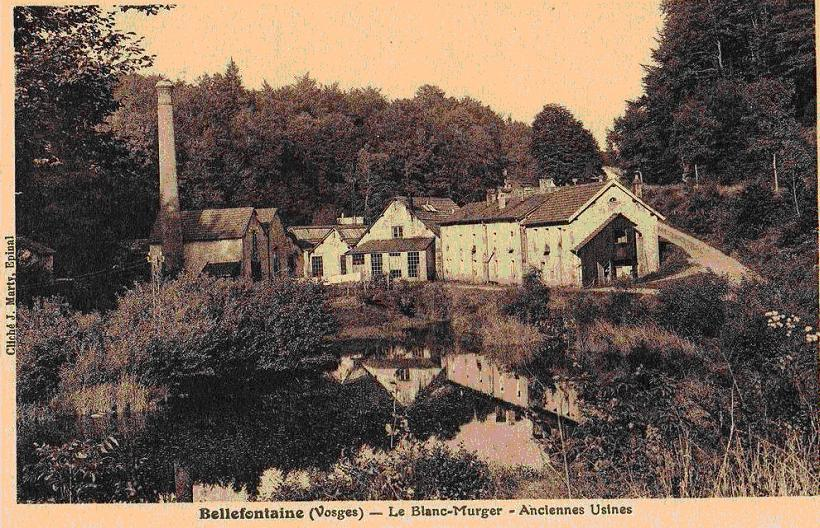
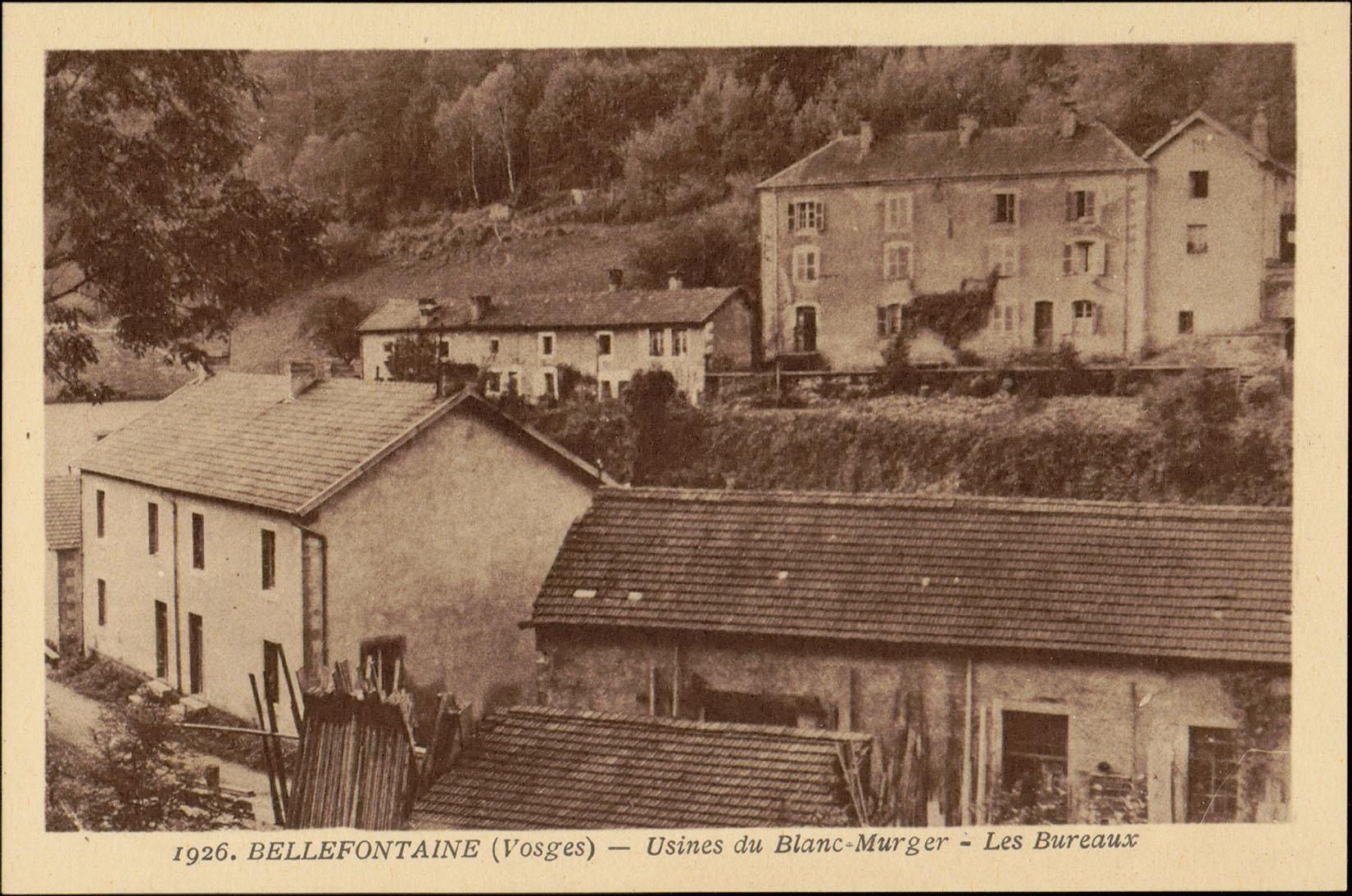

Il subsiste une tréfilerie (50 personnes) environ) dénommée Tréfilerie Des Vosges (TDV) depuis 1958.
Au début des années 2000, l'entreprise est sortie du giron du groupe métallurgique vosgien Gantois (fabrication de tissus et toiles métalliques, tôles perforées, grillages et produits façonnés) basé à Saint-Dié-des-Vosges.
L'entreprise est spécialisée dans le laminage de profils de précision à froid des aciers inoxydables, des aciers au carbone et des métaux non ferreux.

## Politique et administration

### Budget et fiscalité 2022

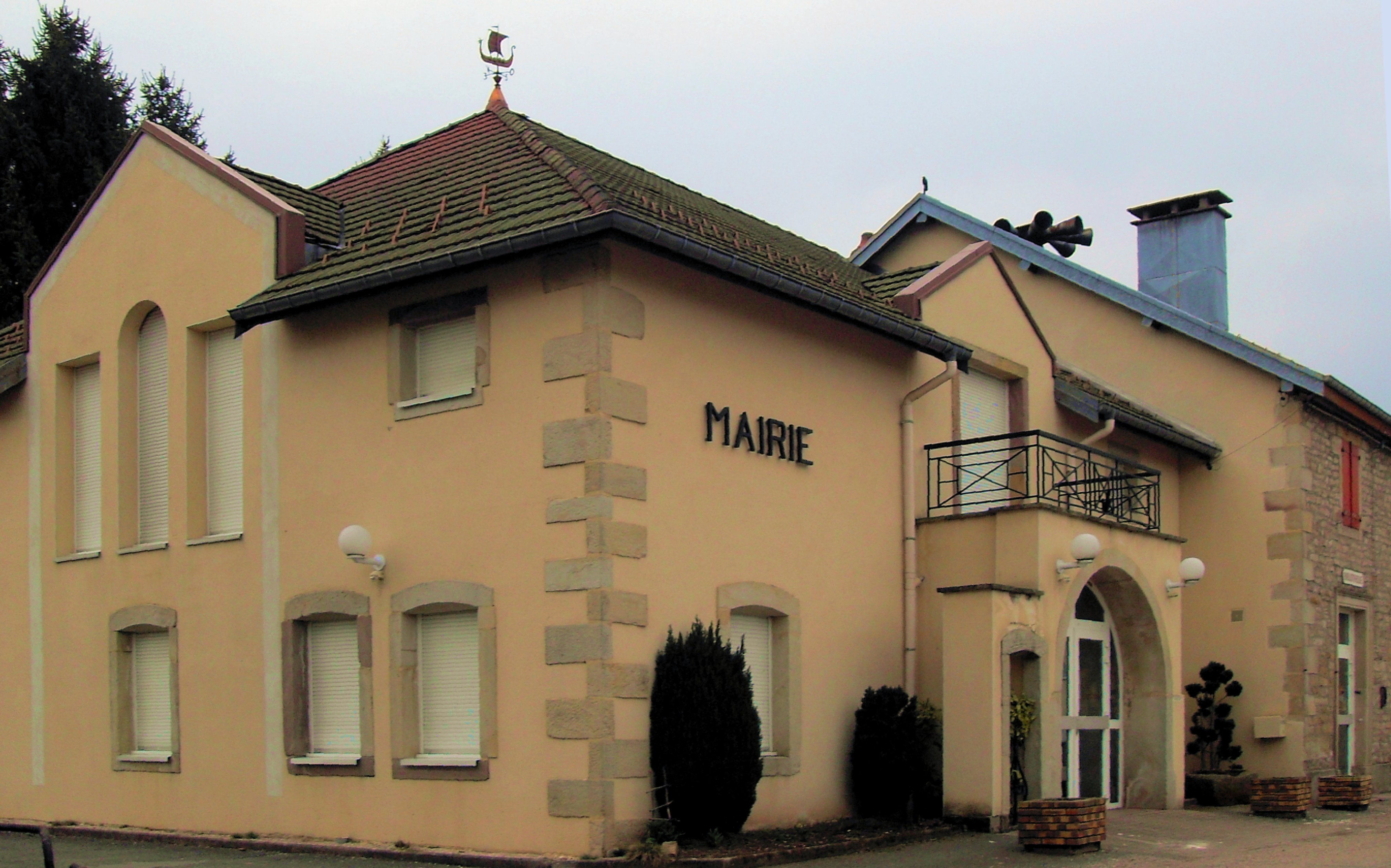
La mairie.

En 2022, le budget de la commune était constitué ainsi :
- total des produits de fonctionnement : 799 000 €, soit 794 € par habitant ;
- total des charges de fonctionnement : 691 000 €, soit 686 € par habitant ;
- total des ressources d'investissement : 719 000 €, soit 714 € par habitant ;
- total des emplois d'investissement : 189 000 €, soit 182 € par habitant ;
- endettement : 641 000 €, soit 637 € par habitant.

Avec les taux de fiscalité suivants :
- taxe d'habitation : 7,07 % ;
- taxe foncière sur les propriétés bâties : 37,81 % ;
- taxe foncière sur les propriétés non bâties : 21,42 % ;
- taxe additionnelle à la taxe foncière sur les propriétés non bâties : 0,00 % ;
- Cotisation foncière des entreprises : 0,00 %.

Chiffres clés Revenus et pauvreté des ménages en 2021 : médiane en 2021 du revenu disponible, par unité de consommation : 22 970 €.

### Liste des maires
| Période                                  | Période   | Identité                  | Étiquette | Qualité                     |
| ---------------------------------------- | --------- | ------------------------- | --------- | --------------------------- |
| Les données manquantes sont à compléter. |           |                           |           |                             |
| mars 1977                                | juin 1987 | Pierre Raoult (1913-1987) |           | Administrateur de la F.O.M. |
| mars 1989                                | mars 2008 | André Thiriat             | SE        | Directeur des écoles        |
| mars 2008                                | mai 2020  | Jean-Michel Georges       | SE        | Chef d'entreprise           |
| mai 2020                                 | En cours  | Philippe Claudon          |           |                             |

### Jumelages
- Yébleron (France) depuis le 24 décembre 1997.

Bellefontaine est jumelée à une commune de Seine-Maritime, Yébleron.

## Population et société

### Démographie

#### Évolution démographique
L'évolution du nombre d'habitants est connue à travers les recensements de la population effectués dans la commune depuis 1793. Pour les communes de moins de 10 000 habitants, une enquête de recensement portant sur toute la population est réalisée tous les cinq ans, les populations de référence des années intermédiaires étant quant à elles estimées par interpolation ou extrapolation. Pour la commune, le premier recensement exhaustif entrant dans le cadre du nouveau dispositif a été réalisé en 2005.

En 2022, la commune comptait 959 habitants, en évolution de −3,81 % par rapport à 2016 (Vosges : −2,96 %, France hors Mayotte : +2,11 %).
| 1793  | 1800  | 1806  | 1821  | 1831  | 1836  | 1841  | 1846  | 1856  |
| ----- | ----- | ----- | ----- | ----- | ----- | ----- | ----- | ----- |
| 1 753 | 1 990 | 2 172 | 2 381 | 2 580 | 2 650 | 2 527 | 2 580 | 2 280 |

| 1861  | 1866  | 1872  | 1876  | 1881  | 1886  | 1891  | 1896  | 1901  |
| ----- | ----- | ----- | ----- | ----- | ----- | ----- | ----- | ----- |
| 2 266 | 2 136 | 2 133 | 2 050 | 1 884 | 1 806 | 1 725 | 1 656 | 1 598 |

| 1906  | 1911  | 1921  | 1926  | 1931  | 1936  | 1946  | 1954  | 1962  |
| ----- | ----- | ----- | ----- | ----- | ----- | ----- | ----- | ----- |
| 1 573 | 1 584 | 1 404 | 1 391 | 1 318 | 1 335 | 1 249 | 1 170 | 1 021 |

| 1968 | 1975 | 1982 | 1990 | 1999 | 2005 | 2006 | 2010  | 2015 |
| ---- | ---- | ---- | ---- | ---- | ---- | ---- | ----- | ---- |
| 927  | 888  | 875  | 917  | 856  | 913  | 923  | 1 012 | 997  |

| 2020 | 2022 | - | - | - | - | - | - | - |
| ---- | ---- | - | - | - | - | - | - | - |
| 975  | 959  | - | - | - | - | - | - | - |

Depuis 2004, c'est la notion de population municipale qui a pris le relais (voir : Chiffres de population en France).
La population légale 2009 entre en vigueur le 1er janvier 2012.

### Enseignement
Établissements d'enseignements :
- Écoles maternelle et primaire[52].
- Collège à Plombières-les-Bains.
- Lycées à Remiremont.

### Santé
- Professionnels de santé : Médecins[53] et infirmiers à Xertigny[54].
- Centre hospitalier de Remiremont[55].
- Pharmacies à Xertigny, Plombières-les-Bains, Remiremont.

### Cultes
- Culte catholique, Paroisse Notre Dame des Sources, Diocèse de Saint-Dié[56].

## Économie

### Agriculture
L'économie de la commune est principalement rurale, les activités du secteur primaire y occupent une grande place.
- Élevage de vaches laitières.
- Élevage d'autres bovins et de buffles.
- Élevage d'autres animaux.

#### Tourisme
- Hébergements et restauration à Bellefontaine, Plombières-les-Bains, Xertigny.

#### Commerces et services
La commune est située à proximité des bassins d'emplois de Remiremont (10-15 km), d'Épinal (25-30 km) et dans des mesures moins importantes des communes de Xertigny (industries agro-alimentaire et métallurgique), Plombières-les-Bains (les eaux thermales) ou Le Val d'Ajol (industries du bois et métallurgique).
Néanmoins la commune compte de nombreux artisans, dans les domaines suivants :
- sanitaire/chauffage ;
- chaudronnerie ;
- bâtiment/maçonnerie/toiture ;
- matériel agricole ;
- location de matériels pour entrepreneur...
- deux commerces de bar-restaurant avec un relais postal.
- Le plus gros employeur de la commune reste la Tréfilerie du Blanc Murger (une cinquantaine d'emplois), elle a la particularité de se situer à la limite de trois communes (Bellefontaine, Xertigny et Plombières-les-Bains)[57].

## Culture locale et patrimoine

### Lieux et monuments

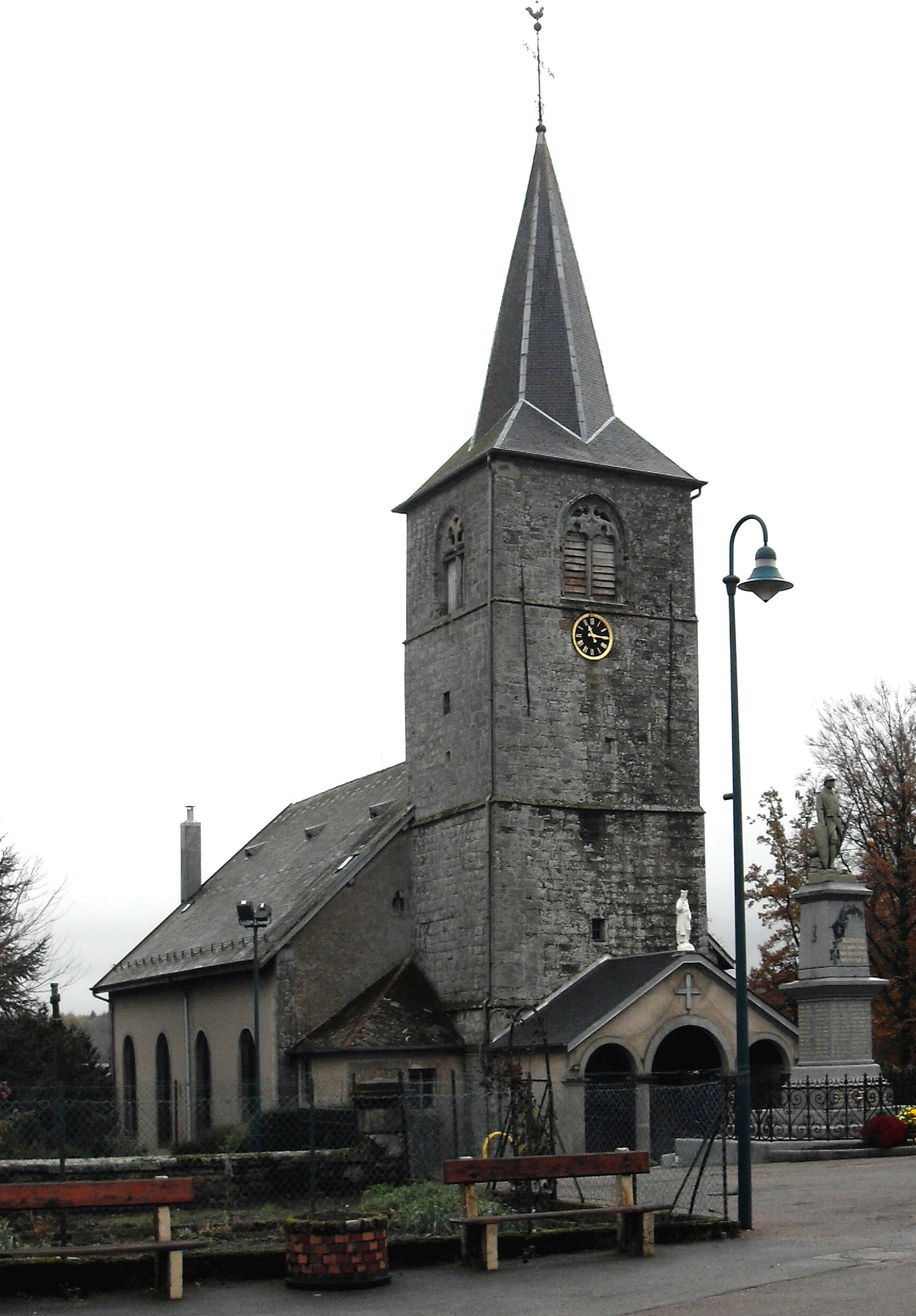
Église Saint-Blaise de Bellefontaine.
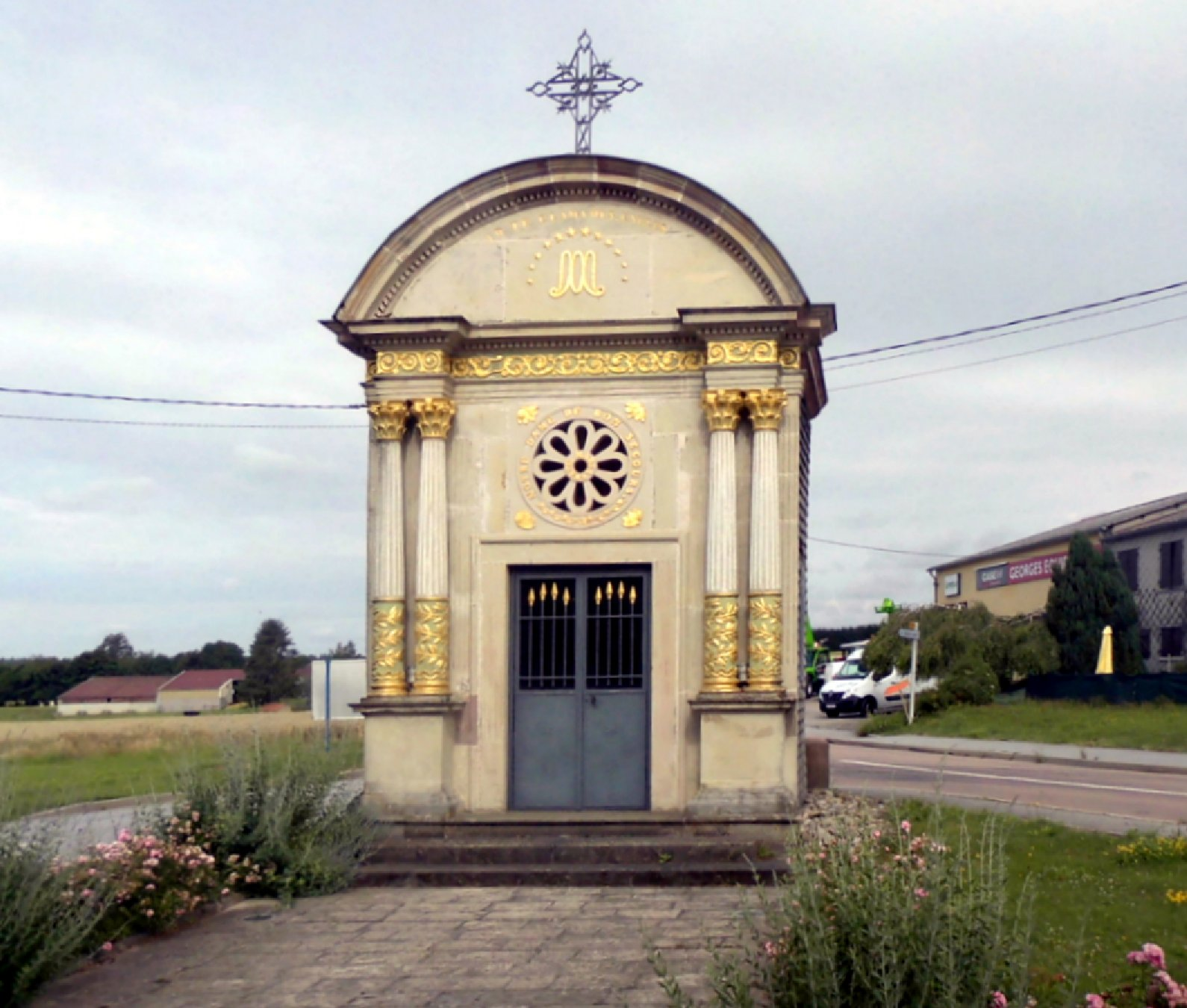
La chapelle Notre-Dame-de-Bon-Secours.
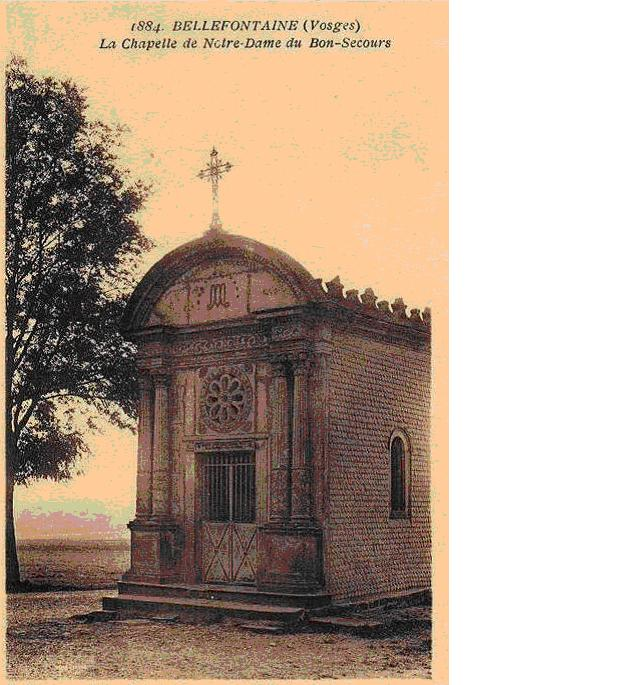
Chapelle Notre-Dame-du-Bon-Secours, érigée en 1856.
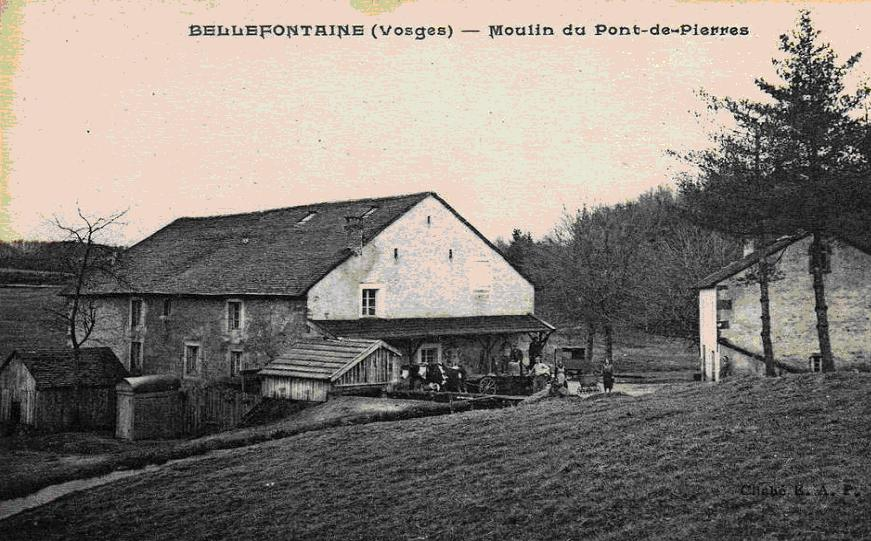
Moulin du Pont de Pierre au début du XXe siècle.
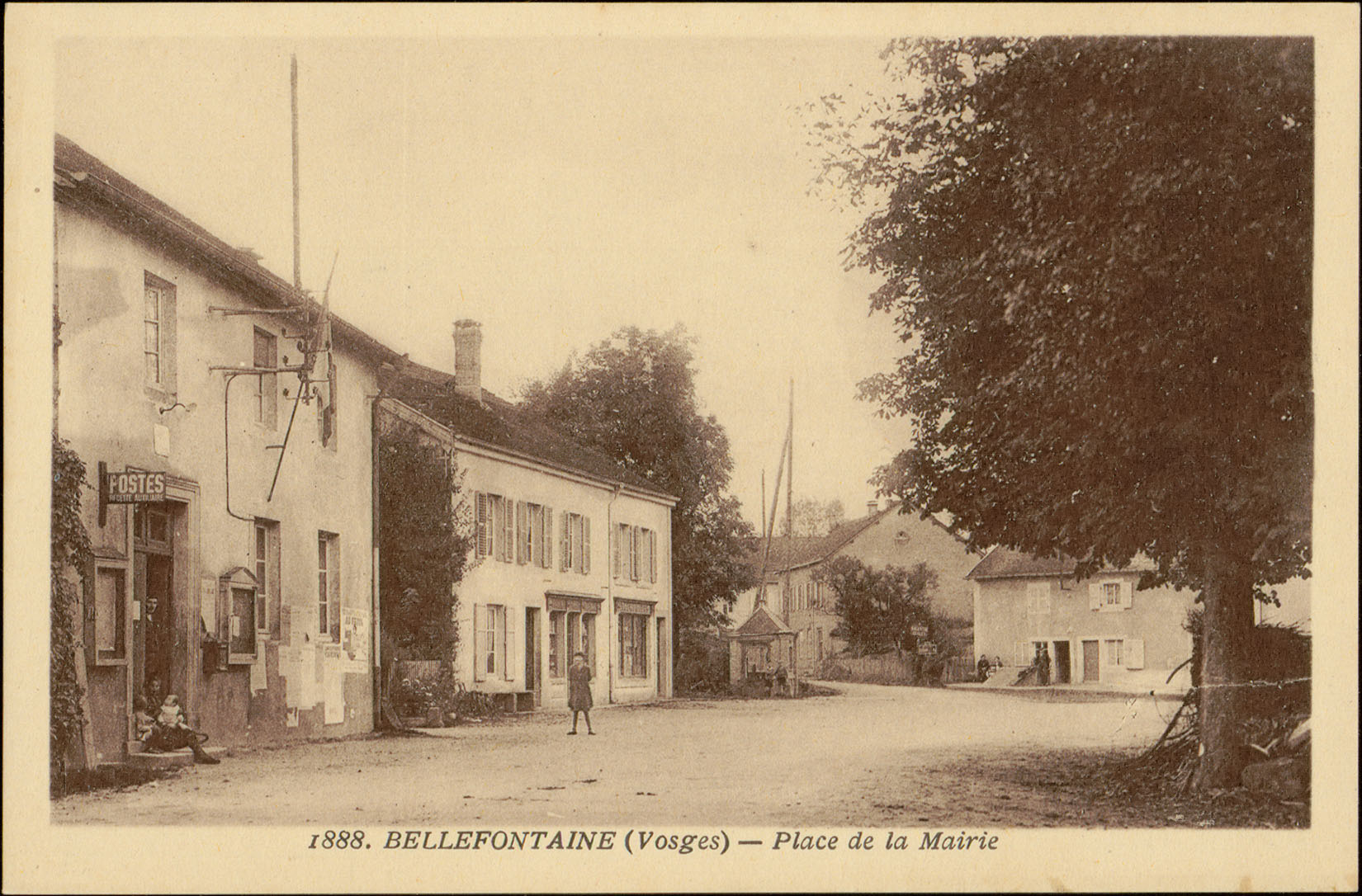
Vue historique de la place de la Mairie.
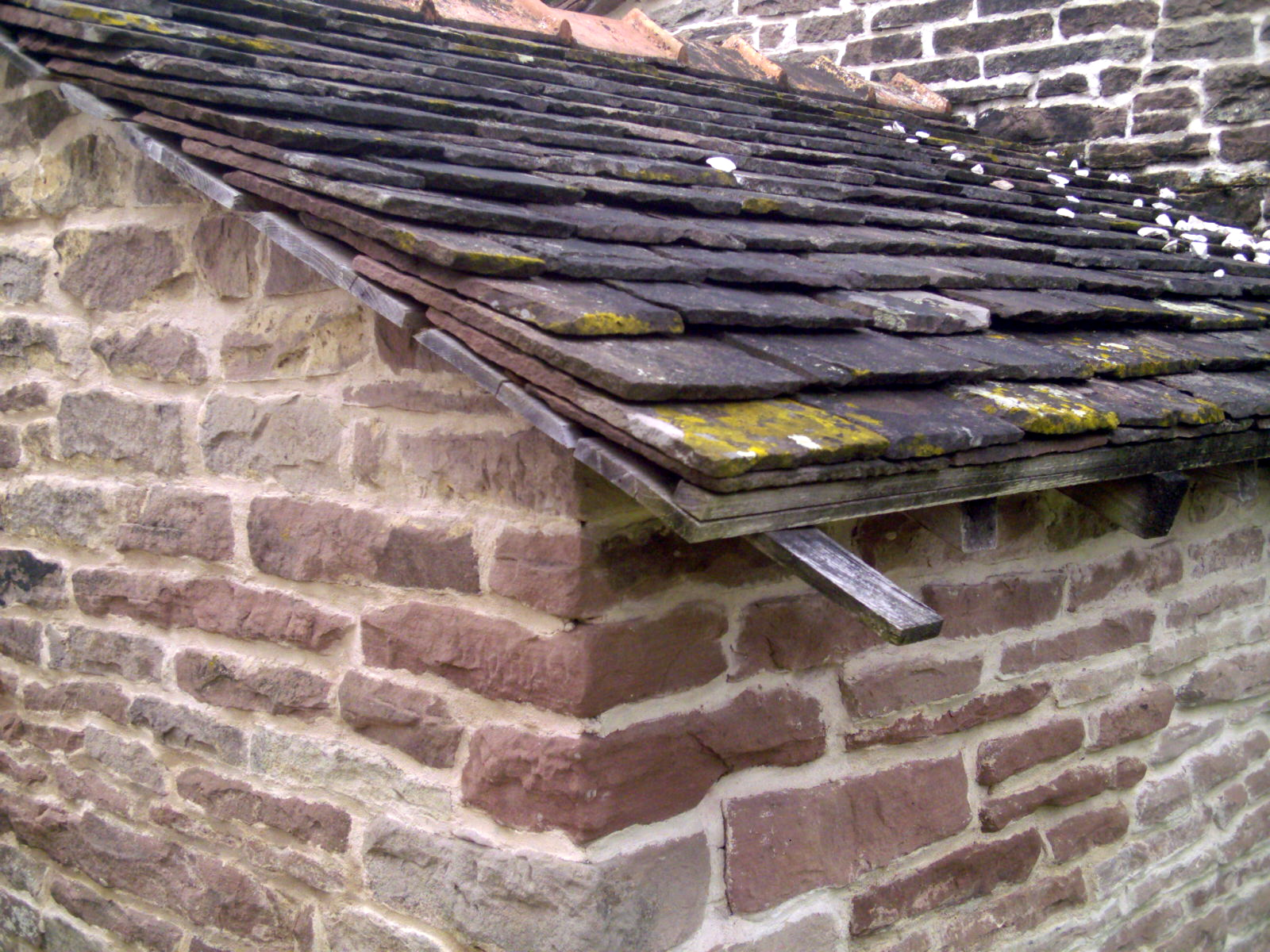
Toit en laves.
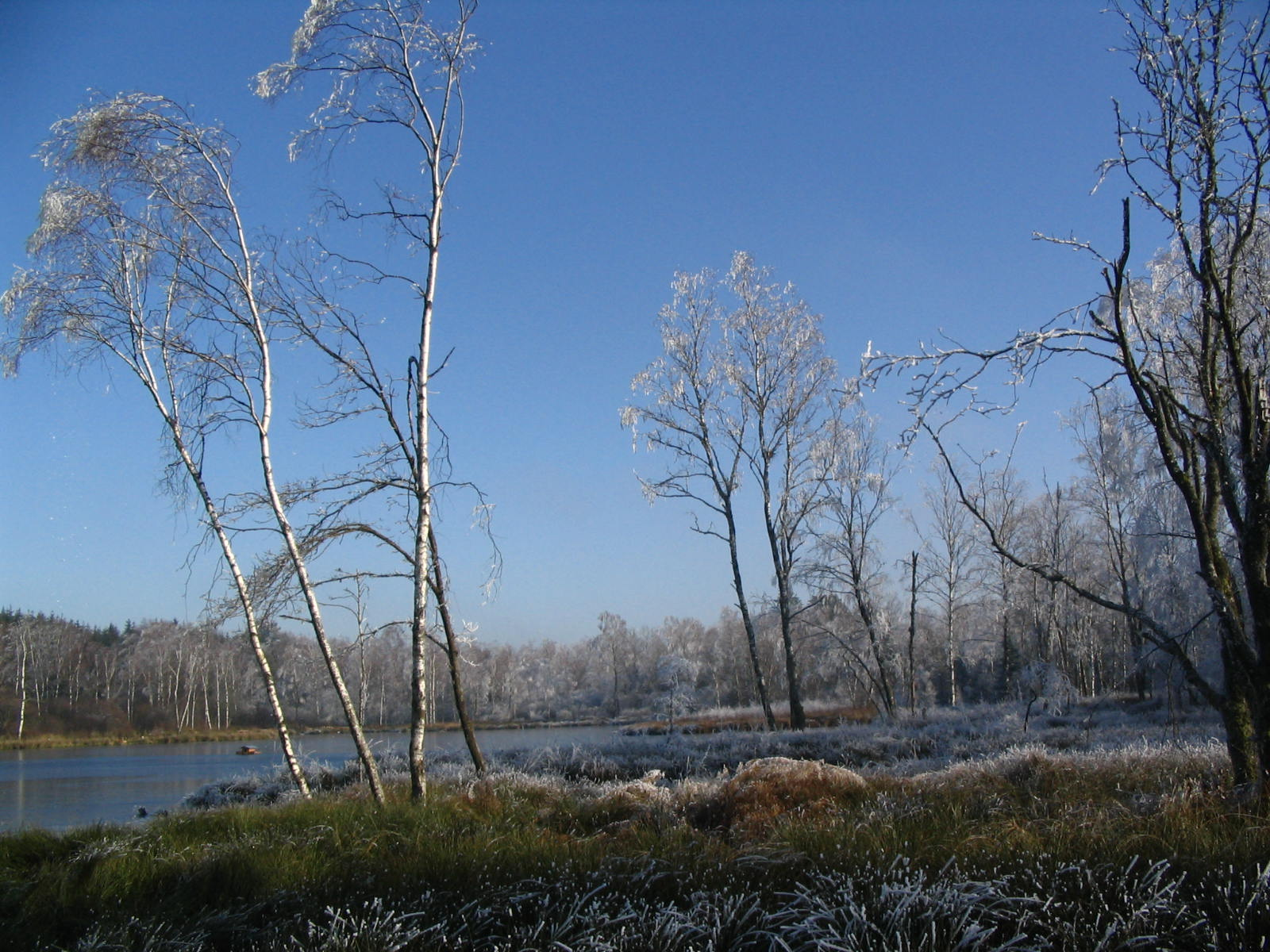
Étang de la Pierrache[58].

- Bellefontaine tient son nom de la fontaine Saint-Blaise. Cette fontaine est d'origine antique, elle a acquis une réputation curative tant pour les hommes que pour le bétail[59]. Elle est située en contrebas de l'église[60].
- Bellefontaine est située sur la ligne de partage des eaux. C'est-à-dire qu'une partie de son territoire est dans le bassin Méditerranée-Corse (75 % environ, en ordre d'idées) et que l'autre partie est dans le bassin Rhin-Meuse (les 25 % restants). D'ailleurs, la Semouse, qui prend sa source à Gérardfaing, est un sous-affluent du Rhône par la Saône et la Lanterne, alors que la Niche, qui prend aussi sa source dans la commune (dans la forêt de Humont), est un sous-affluent du Rhin par la Moselle.
- Le territoire communal compte de nombreuses zones humides, dont la tourbière de la Pierrache[61]. À l’heure actuelle, un plan d’eau de deux hectares a été aménagé[62], ainsi qu’un sentier pédagogique autour de ce plan d’eau. Un chalet permet également l’accueil d’expositions.

Acquise en 1996 par la commune, la tourbière de la Pierrache couvre un site dont le patrimoine paysager, historique et pédagogique est classé d’intérêt régional (ZNIEFF de type 1 : Zone Naturelle d’Intérêt Écologique, Faunistique et Floristique).
Jusque dans les années 1940-50, la tourbe était extraite de manière artisanale de la tourbière, afin de servir de combustible pour les foyers des fermes aux alentours. Elle était considérée comme un assez bon comestible pour l'époque.
- De nombreux étangs jalonnent le territoire communal. La vallée de la Semouse est surnommée vallée des forges : la forge du Blanc Murger, datant de 1547, est aujourd'hui une tréfilerie.
- Les Bellifontains étaient connus pour la qualité du beurre qu'ils produisaient. En effet les agriculteurs du secteur fabriquaient du beurre qu'ils allaient vendre sur les marchés (de Remiremont notamment), on les a appelés les "Betteuzeils" mot patois venant de "Betteuze" qui veut dire petit-lait ou babeurre.
- Histoire sur l'origine du "Pâquis des Six Frères" : la forêt de Thiébémont s'appelle aussi "forêt des Six Frères". Ce dernier nom paraît lui avoir été donné en souvenir du fait suivant rapporté par tradition. L'ancienne route d'Epinal à Plombières qui passait au Pranzieux, commune de Raon-aux-Bois, ensuite à la Haleuche et au Void- du-Phénil, commune de Bellefontaine, était à peu de distance de la dite forêt. Or il paraît qu'une marquise allant aux eaux à Plombières et passant par cette route aurait été assassinée par six frères, habitants des hameaux précités. Les assassins, après avoir dépouillé leur victime, se rendirent dans la forêt de Thiébémont et se partagèrent leur butin. Informé du crime, la justice dirigea des poursuites pour s'emparer des coupables qui avaient commis d'autres crimes sur cette route. Ils furent atteints dans un pâtis, au milieu de cette forêt. Ce territoire porte le nom de Pâquis des Six Frères.[64].
- Église d'origine XIe siècle, reconstruite XVIe et XVIIIe siècles : chœur et tour XVIe siècle, nef et bas-côtés XVIIIe siècle[65],[66],[67] ; armoire eucharistique, statuettes. L'accès à l'église de Bellefontaine est particulier : puisqu'elle se trouve en contrebas de la rue, il faut descendre pour y accéder. Il n'y aurait que trois ou quatre églises en France ayant cette particularité. Église placée sous le patronage de saint Blaise : martyr en Arménie en 316, il guérissait aussi bien les hommes que les bêtes sauvages. Il est invoqué pour les maux de gorge. Il est fêté le 3 février. L’église renferme ses reliques ainsi qu’un buste et un tableau le représentant[68],[69].
- La chapelle Notre-Dame-de-Bon-Secours[70] a été édifiée en 1856 afin d'épargner le village de l'épidémie de choléra qui sévissait dans toute la France. (l'épidémie de 1854 a fait 6 019 victimes dans les Vosges) - La chapelle a été rénovée en 2006.
- Une vingtaine de croix de chemin ont été érigées depuis le XVIe siècle[71],[72],[73]. la plus ancienne est la croix de Jaillerey : 1552, et la plus récente est la Vierge des Voyageurs (années 1960) (au bord de la route thermale). Un calvaire (et son gros chêne) de 1875 est visible entre Gérardfaing et Mailleronfaing. Une croix en bois datant du XVIe siècle était visible jusque dans les années 1950, au lieu-dit la Grand Croix entre Gérardfaing et le Pranzieux. Elle avait été remplacée par une croix en pierre qui fut plusieurs fois renversée. Après une quinzaine d'années d'absence, elle a été rénovée et remise en place par un bénévole en octobre 2015[74].
- Il est rapporté par tradition qu'anciennement dans la forêt de Thiébémont, il a existé un édifice à un endroit appelé le Vieux Motey, c'est-à-dire vieille église. On ne voit plus rien aujourd'hui. En 1889, des tas de pierres étaient encore visibles, mais ils ne pouvaient pas prouvés suffisamment ce qui est dit par tradition[64].
- Le monument aux morts[75],[76].
- De nombreuses fermes disposent encore de toitures en laves[77]. (ou lauze). Ce type de toit est une spécificité du secteur de la Vôge (Bains-les-Bains, Xertigny, etc.) et des Vosges méridionales (ou saônoises) (Plombières-les-Bains, le Val-d'Ajol, Girmont-Val-d'Ajol, Fougerolles, le Pays des Mille Étangs, etc.) La lave est une pierre gréseuse que l'on rencontre dans ces secteurs (couches géologiques supérieures du grès à Voltzia). Elle se présente sous forme de plaques. Elle était jadis exploitée dans plusieurs carrières. Aujourd'hui toute exploitation a été abandonnée, ce qui n'empêche quelques passionnés de rénover ces toitures.
- Les lavoirs[78].

### Manifestations
- Depuis 1995, la foire à la Pintade se déroule chaque dernier week-end de juin[79].

### Personnalités liées à la commune
- Jean-Nicolas Valentin, ecclésiastique de l'ordre des capucins sous le nom de P. Prosper, théologien, successivement gardien de plusieurs couvents de son ordre. Il remplissait cette fonction à Saint-Dié quand arriva la Révolution de 1789[80].
- Nicolas-Joseph Frémiot[81], né 5 octobre 1818 à Bellefontaine et décédé le 4 juillet 1854 à Blind River (Ontario), prêtre, jésuite et missionnaire.
- Georges Poirot, dit As de l'infanterie[82], né à Bellefontaine le 5 avril 1891  et décédé le 29 décembre 1973 à Saint-Nabord, héros de la Première Guerre mondiale, membre des Diables bleus et commandeur de la Légion d'honneur[83].
- Laurane Picoche[84], athlète de l'association sportive de la Saint-Rémy de Vittel (ancienne membre de l'Association Sportive Remiremont Hautes-Vosges), championne de France 2012 de cross-country[85], championne de France du 3 000 mètres, records de Lorraine du 1 500 mètres entre 2004 et 2007, du 10 km en 2008. Triple-vainqueure de la Corrida des Abbesses 2006, 2007, 2008 (course de 4 300 m à Remiremont). Vainqueure de la Prom classic 2008 à Nice et médaillée de bronze, par équipe, lors des championnats d'Europe à Bruxelles (décembre 2008). Laurane, 2e du bilan national sur 1 500 mètres en 2008.
- Pierre Raoult (1913-1987) : ancien résistant, membre des Forces françaises libres - Ancien maire de Bellefontaine[86].

### Héraldique
| Blason | Blasonnement : Écartelé au 1° de gueules à l’étui de crosse contourné d’or, au 2° de sinople à la clé d’argent mise en bande, au 3° de sinople à la masse et à la tenaille d’argent passées en sautoir, au 3° de gueules à la mitre d’or ; à la croix réduite et engrêlée d’or brochant sur la partition. Commentaires : L’étui de crosse et la mitre évoquent les chanoinesses de Remiremont qui avaient des biens dans la localité. La clé rappelle l’église fondée en 1006. La masse et la tenaille symbolisent la tréfilerie du Blanc Murger. Enfin, la Semouse est représentée par la croix engrêlée. |

## Pour approfondir